# Chiesa di San Sabino (Fratta Todina)
La chiesa di San Sabino è la parrocchiale di Fratta Todina, in provincia di Perugia e diocesi di Orvieto-Todi; fa parte del vicariato di San Terenziano.

## Storia
Verso la metà del XVII secolo la vecchia cappella medievale di Fratta Todina si rivelò insufficiente a soddisfare le esigenze dei fedeli e, così, il cardinale Giovambattista Altieri decise di costruirne al suo posto una di maggiori dimensioni. Il progetto venne affidato agli architetti Vittorio Honofri e Giovanni Antonio Fratini; la prima pietra della nuova chiesa fu posta il 25 aprile 1654 e i lavori vennero poi ultimati il 9 aprile 1657.
Nel 1733 venne realizzata la cantoria, mentre la consacrazione fu impartita il 25 settembre 1735 dal vescovo di Todi Ludovico Anselmo Gualterio.
Grazie all'inventario generale dei beni appartenenti all'Arcipretura di Fratta Todina, redatto nel 1846, si conosce che all'epoca nella chiesa erano collocati, oltre al maggiore, gli altari laterali della Madonna del Rosario, di Sant'Orsola, di Sant'Antonio da Padova e della Madonna Santissima dei Sette Dolori.
Verso il 1950 gli altari minori furono oggetto di un rifacimento; nel 1959 risultava che il tetto della chiesa versasse in condizioni non ottimali, mentre il pavimento era in buono stato. Nel 2008 l'edificio venne interessato da un intervento di ristrutturazione.

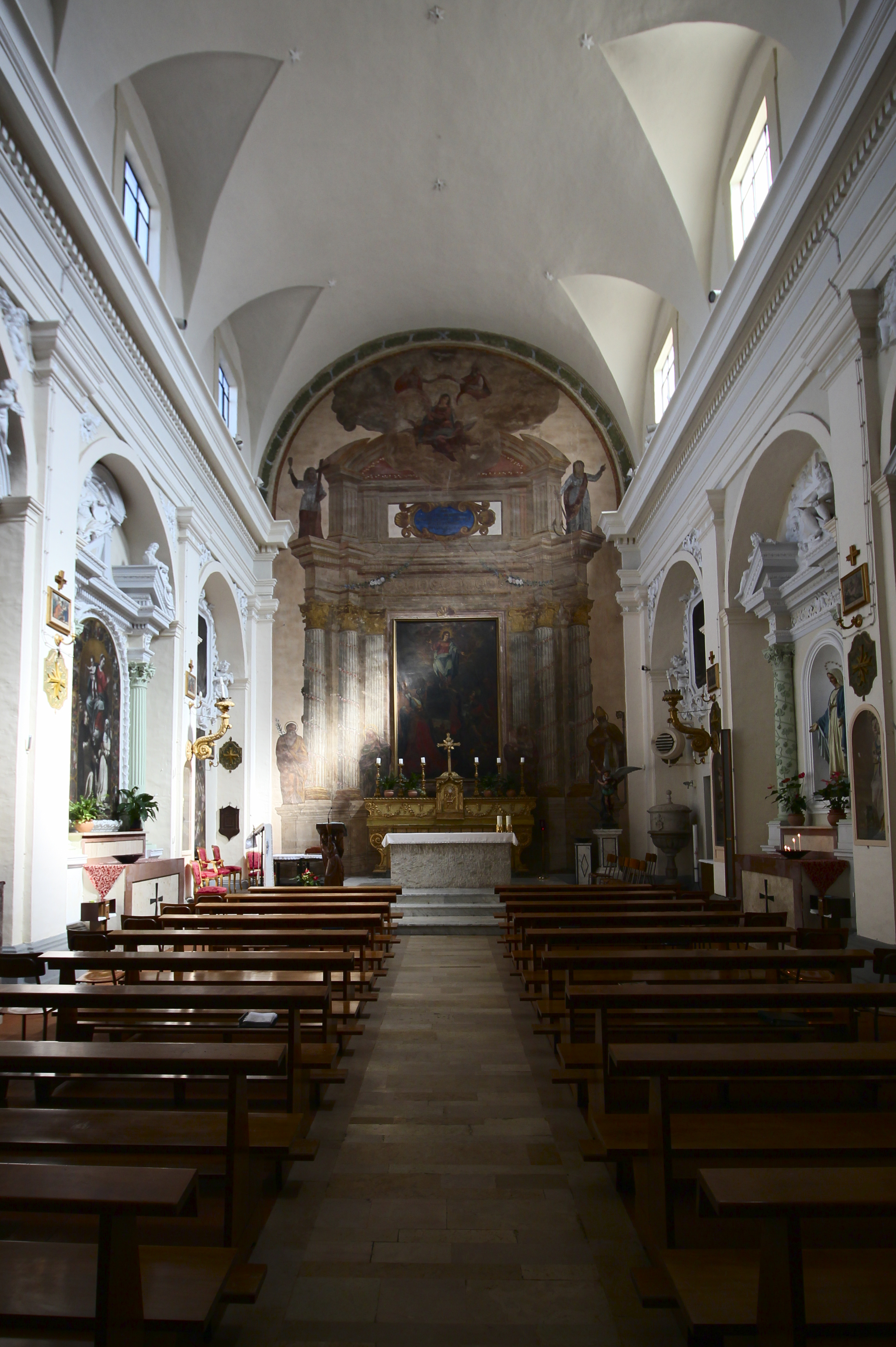
L'interno

## Descrizione

### Facciata
La facciata della chiesa, rivestita in mattoni a faccia vista, presenta ai lati due lesene giganti d'ordine tuscanico sorreggenti il timpano, mentre centralmente si apre il portale d'ingresso timpanato, sopra il quale s'apre una finestra di forma quadrata.

### Interno
L'interno della chiesa, composto da un'unica navata voltata a botte e suddivisa da paraste tuscaniche in quattro campate, ospita diverse opere di pregio, tra le quali il quadro raffigurante la Madonna del Carmine con i Santi Antonio da Padova, Vito, Antonio Abate e Filippo Neri, risalente forse alla metà del Seicento, la pala raffigurante la Madonna del Rosario e santi, eseguita in epoca barocca da Andrea Polinori, la statua avente come soggetto San Michele Arcangelo e la pala dell'Immacolata e i Santi Pietro, Savino, Michele Arcangelo e Paolo, dipinta nel 1665.